# 布瓦西斯勒鲁瓦
布瓦西斯勒鲁瓦（法語：Boissise-le-Roi，法語發音：[bwasiz lə ʁwa] ⓘ）是法国塞纳-马恩省的一个市镇，属于默伦区。

## 地理
布瓦西斯勒鲁瓦（48°31'32"N, 2°34'27"E）面积7.09 平方千米，位于法国法蘭西島大區塞纳-马恩省，该省份为法国北部内陆省份，北起瓦兹省，西接埃松省、马恩河谷省、塞纳-圣但尼省和瓦兹河谷省，南至卢瓦雷省，东南接约讷省，东临马恩省和奥布省，东北接埃纳省。
与布瓦西斯勒鲁瓦接壤的市镇（或旧市镇、城区）包括：佩尔特、普兰日、圣法尔若蓬蒂耶里、埃科勒河畔圣索沃尔、塞纳港、比耶尔地区维利耶、布瓦西斯拉贝特朗、达马里莱利斯。
布瓦西斯勒鲁瓦的时区为UTC+01:00、UTC+02:00（夏令时）。

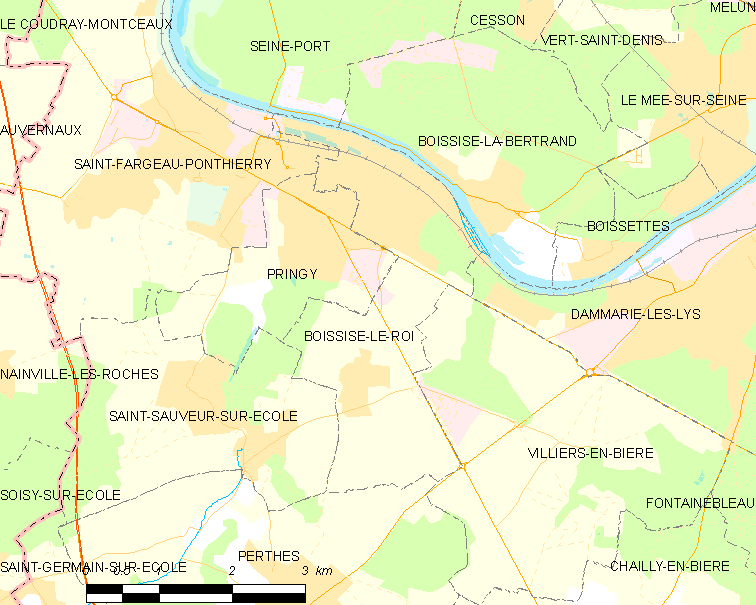
布瓦西斯勒鲁瓦的OSM定位图

## 行政
布瓦西斯勒鲁瓦的邮政编码为77310，INSEE市镇编码为77040。

## 政治
布瓦西斯勒鲁瓦所属的省级选区为圣法尔若蓬蒂耶里县。

## 人口

1962-2008年间布瓦西斯勒鲁瓦人口变化图示

布瓦西斯勒鲁瓦于2022年1月1日时的人口数量为3828人。